# 磯貝善兵衛
磯貝 善兵衛（いそがい ぜんべえ）は、麹町区（現在の千代田区）平河町2-16や隼町付近の通称「三軒家」で酒屋の三河屋酒店を営んでいた当主の名前である。

## 概要
江戸時代初期より同地で酒類販売業を営み、いつの頃からか田中武兵衛の「両替商・伊勢武」、永田安次郎の「魚屋・伊せ彦」と共に三軒家と呼ばれた。屋号は三河国に由来している。1921年6代目に至り廃業し、地主となった。

## 歴代当主
- 5代目 善兵衛 1912年没
  - 源七（6代目父）1910年没
  - キク（6代目母）慶応3年 - 1945年
- 6代目 善兵衛 1887年 - 1963年 趣味は謡曲梅若流
  - 6代目妻 トク（神田区東松下町酒醤油商の高橋金七長女）
  - 6代目長男 庄一 1911年 -
  - 6代目次男 幸次郎 1912年 -
  - 6代目三男 禎三 1914年 -
  - 6代目妹 きよ（旧長州藩士で官吏弘中定潔の三男三井物産社員の弘中協妻）[1]

宗教は日蓮宗で、墓所は青山霊園にある。